# NGC 3949
NGC 3949 este o galaxie spirală situată în constelația Ursa Mare. A fost descoperită în 5 februarie 1788 de către William Herschel. Se află la o distanță de 18,54 megaparseci de Pământ.